# Франсишку Жуниор
Франси́шку Са́нтуш да Си́лва Жу́ниор (порт. Francisco Santos da Silva Júnior; 18 января 1992, Бисау) — гвинейский и португальский футболист, полузащитник румынского клуба «Ботошани».

## Клубная карьера
Воспитанник лиссабонской «Бенфики», за которую выступал до лета 2011 года. В возрасте 15 лет полузащитник переехал в Португалию из Гвинеи-Бисау. Вторую половину 2011 года провёл в английском клубе «Манчестер Сити».
14 февраля 2012 года на правах свободного агента перешёл в «Эвертон», подписав контракт на четыре с половиной года. Дебют игрока в основном составе «Эвертона» состоялся 25 сентября 2012 года в матче Кубка Лиги против «Лидс Юнайтед».
2 сентября 2013 года футболист на правах аренды до конца сезона перешёл в голландский «Витесс», за который сыграл в 2 матчах чемпионата Нидерландов и ещё одной игре кубка страны, после чего эта аренда была прервана из-за травмы игрока. В феврале 2014 года Жуниор опять же на правах аренды отправился в норвежский клуб «Стрёмсгодсет», за который он выступал до августа. За это время полузащитник провёл 12 матчей в чемпионате Норвегии, в которых забил один гол. Кроме того, 16 июля 2014 года в матче против «Стяуа» футболист дебютировал в Лиге чемпионов.
В декабре 2014 года Франсишку Жуниор тренировался в «Селтике» у главного тренера Ронни Дейлы, с которым он был знаком по работе в «Стрёмсгодсете».
26 марта 2015 года футболист на правах аренды до конца сезона 2014/15 перебрался в клуб «Порт Вейл». Уже 28 марта Жуниор принял участие в матче против «Лейтона», однако в дебютном же матче получил травму, которая больше не позволила ему принимать участие в матчах команды.
21 июля 2015 года футболист на правах аренды на месяц отправился в «Уиган Атлетик».

## Карьера в сборной
Жуниор провёл несколько матчей за юношескую сборную Португалии до 19 лет и молодёжную сборную Португалии.

## Статистика выступлений
| Клуб             | Сезон            | Лига | Лига | Кубки | Кубки | Еврокубки | Еврокубки | Прочее | Прочее | Итого | Итого |
| Клуб             | Сезон            | Игры | Голы | Игры  | Голы  | Игры      | Голы      | Игры   | Голы   | Игры  | Голы  |
| ---------------- | ---------------- | ---- | ---- | ----- | ----- | --------- | --------- | ------ | ------ | ----- | ----- |
| Эвертон          | 2012/13          | 0    | 0    | 1     | 0     | 0         | 0         | 0      | 0      | 1     | 0     |
| Эвертон          | Итого            | 0    | 0    | 1     | 0     | 0         | 0         | 0      | 0      | 1     | 0     |
| Витесс           | 2013/14          | 2    | 0    | 1     | 1     | 0         | 0         | 0      | 0      | 3     | 1     |
| Витесс           | Итого            | 2    | 0    | 1     | 1     | 0         | 0         | 0      | 0      | 3     | 1     |
| Стрёмсгодсет     | 2014             | 12   | 1    | 0     | 0     | 2         | 0         | 0      | 0      | 14    | 1     |
| Стрёмсгодсет     | Итого            | 12   | 1    | 0     | 0     | 2         | 0         | 0      | 0      | 14    | 1     |
| Порт Вейл        | 2014/15          | 1    | 0    | 0     | 0     | 0         | 0         | 0      | 0      | 1     | 0     |
| Порт Вейл        | Итого            | 1    | 0    | 0     | 0     | 0         | 0         | 0      | 0      | 1     | 0     |
| Уиган Атлетик    | 2015/16          | 10   | 1    | 1     | 0     | 0         | 0         | 0      | 0      | 11    | 1     |
| Уиган Атлетик    | Итого            | 10   | 1    | 1     | 0     | 0         | 0         | 0      | 0      | 11    | 1     |
| Всего за карьеру | Всего за карьеру | 25   | 2    | 3     | 1     | 2         | 0         | 0      | 0      | 30    | 3     |